# Oxaeinae
Oxaeinae zijn een onderfamilie van vliesvleugeligen (Hymenoptera) uit de familie Andrenidae.

## Taxonomie
De volgende geslachten zijn bij de familie ingedeeld:
- Mesoxaea Hurd & Linsley, 1976
- Notoxaea Hurd & Linsley, 1976
- Oxaea Klug, 1807
- Protoxaea Cockerell & Porter, 1899